# Campeón de Campeones 1959-60
El Campeón de Campeones 1959-60 fue la XIX edición del Campeón de Campeones que enfrentó al campeón de la Liga 1959-60: Guadalajara y al campeón de la Copa México 1959-60: Necaxa. El trofeo se jugó a partido único realizado en el Estadio Olímpico Universitario de la Ciudad de México. Al final de éste, el Club Deportivo Guadalajara consiguió adjudicarse por tercera vez este trofeo.

## Información de los equipos
| Guadalajara |  |  |  | Campeón de la Primera División de México (1959-60) |
| Necaxa      |  |  |  | Campeón de la Copa México (1959-60)                |

## Previo
El Guadalajara inició su preparación para el duelo con una serie de entrenamientos que empezaron el día 19 de abril de 1960. Por su parte el Necaxa acababa de ser campeón de copa tan sólo dos días atrás, superando al Tampico por marcador de 4 goles a 1.
El último entrenamiento del Guadalajara se realizó a las 11 horas del viernes 22 de abril de 1960 De igual manera, el cuadro necaxistas dirigido por Donaldo Ross, entrenó ese mismo día en la Ciudad de México.
La única duda en el cuadro titular del Guadalajara, era la participación de Héctor Hernández, quien acababa de contraer matrimonio, por lo que le fue concedido un permiso especial para salir de vacaciones. Sin embargo, el delantero pudo regresar antes de la realización del partido y se puso a las órdenes del técnico Javier de la Torre. Fue así que las Chivas salieron de la capital jalisciense rumbo a la Ciudad de México, vía tren, la tarde del día viernes 22 de abril de 1960 con cuadro completo.

## Partido
El partido se jugó la mañana del 24 de abril de 1960 en la Ciudad de México. La primera parte del encuentro fue dominada por el Necaxa, pero solo pudo reflejarlo en el marcador en una ocasión, esto fue al minuto 18 con gol de Guillermo "Chato" Ortiz a pase de Alberto Evaristo.
En la segunda mitad, el dominio empezó a pasar al lado del Guadalajara, quien aún sin desplegar buen fútbol logra el empate al minuto 70 por conducto de Héctor Hernández. La jugada surgió con Jasso, que se encargaría de habilitar con un pase a Reyes, quien a su vez tocó para que Hernández le pegará a la bola, sacando un disparo casi a raz de suelo que se incrustó en el arco. El tiempo regular terminaría con un empate a 1 gol por bando, por lo que fue necesari disputar dos tiempos extra, como lo marcaba la regla del torneo. 
El primer gol en el tiempo extra sería obra de Héctor Hernández, y caería apenas al primer minuto. Esto hizo que el Guadalajara buscará conservar la ventaja, pero a los 15 minutos un disparo de Guillermo Ortiz sale desviado por un contrario, que después recoge Benjamín Fal, quien pausadamente remata y empata nuevamente el marcador global a dos goles.
Al terminar el juego empatado en tiempo extra, hubo necesidad de tirar cuatro series de tres penales tirados por un solo jugador como se acostumbraba en la época.

### Tiros desde el punto penal
En la primera serie de tiros desde el punto penal, Alberto Evaristo tiró mal el primero, lo que permitió a  Jaime Gómez detenerlo, pero pudo acertar los dos restantes. Por su parte, Héctor Hernández metió el primer tiro, falló el segundo y finalmente acierta el último.
Ya que el marcador aún seguía empatado, fue necesaria una segunda serie de tiros, en esta ocasión ambos jugadores acertaron los tres tiros, por lo que se debía recurrir a una tercera serie.
En la tercera serie de penales, Evaristo mete los dos primeros y el tercero lo estrella en el larguero. Por el Guadalajara, Hernández anotó el primero, Jorge Morelos del Necaxa detiene el segundo y anota de nuevamente en su tercer tiro.
La cuarta y definitiva serie se definió de la siguiente manera, el Tubo Gómez logró parar el primer tiro de Alberto Evaristo, quien a su vez logra acertar los dos restantes. Finalmente, Héctor Hernández acierta sus tres tiros con precisión y de esta manera el Guadalajara se adjudica el trofeo presidencial de Campeón de Campeones con un marcador global de 12 - 11, después de 3 horas y 15 minutos de partido.

### Alineaciones
- Guadalajara: Gómez, López, Nuño,  Villegas, Jasso, Flores,  Díaz, Reyes,  Hernández , Ponce y Arellano.

- Necaxa: Morelos, Benhumea, Ferrari, de la Mora, Reynoso, Salazar, Fal, Evaristo, Noriega, Ortiz y Baeza.

### Guadalajara-Necaxa
| 24 de abril de 1960                               | Guadalajara | 1:1 (0:1) (t. s.)(2:2 t. s.)(12:11 p.) | Necaxa | Estadio Olímpico Universitario, Ciudad de México            |                                                             |
|                                                   | Hernández 70' 91' (t.s) |                                        | Ortiz 18' · Fal 105' | Asistencia: 50 000 espectadores Árbitro(s): Fernando Buergo | Asistencia: 50 000 espectadores Árbitro(s): Fernando Buergo |
|                                                   | | Tiros desde el punto penal             | |                                                             |                                                             |
|                                                   | Hernández · Hernández · Hernández · Hernández · Hernández · Hernández · Hernández · Hernández · Hernández · Hernández · Hernández · Hernández |                                        | Evaristo · Evaristo · Evaristo · Evaristo · Evaristo · Evaristo · Evaristo · Evaristo · Evaristo · Evaristo · Evaristo · Evaristo |                                                             |                                                             |
| Guadalajara Campeón de Campeones 1959-60 (12:11). | |                                        | |                                                             |                                                             |

| Campeón de Campeones 1959-60 |
| ---------------------------- |
|                              |
| Guadalajara                  |
| 3° Título                    |